# Lijst van gemeentelijke monumenten in Nijkerk (gemeente)
De gemeente Nijkerk heeft 178 gemeentelijke monumenten. Hieronder een overzicht. 

## Hoevelaken
De plaats Hoevelaken kent 42 gemeentelijke monumenten:
| Object | Bouwjaar | Architect             | Locatie                   | Coördinaten                   | Nr.              | Afbeelding                                                                 |
| --- | -------- | --------------------- | ------------------------- | ----------------------------- | ---------------- | -------------------------------------------------------------------------- |
| Schuur en bakhuis bij herbouwde woonboerderij                                                                                             |          |                       | Hoevelakense Boslaan 4    | 52° 11' 3" NB, 5° 26' 38" OL  | 0267529437/WN001 | Upload foto                                                                |
| Boerderij |          |                       | Kerkepad 5                | 52° 10' 54" NB, 5° 27' 9" OL  | 0267/WN002       | Boerderij                                                                  |
| Vml. boerderij |          |                       | Klaarwater 2              | 52° 10' 20" NB, 5° 29' 2" OL  | 0267/WN003       | Vml. boerderij                                                             |
| Boerderij, schuur en hooiberg | 1923     |                       | Laakweg 51                | 52° 11' 20" NB, 5° 27' 29" OL | 0267/WN004       | Boerderij, schuur en hooiberg                                              |
| Woning met bedrijfsgedeelte |          |                       | Nijkerkerstraat 26        | 52° 11' 19" NB, 5° 26' 35" OL | 0267/WN005       | Woning met bedrijfsgedeelte                                                |
| Arbeiderswoning van woningcoöperatie |          |                       | Ons Belang 1              | 52° 10' 32" NB, 5° 28' 2" OL  | 0267/WN006       | Arbeiderswoning van woningcoöperatie                                       |
| Arbeiderswoning van woningcoöperatie |          |                       | Ons Belang 2              | 52° 10' 32" NB, 5° 28' 3" OL  | 0267/WN007       | Arbeiderswoning van woningcoöperatie                                       |
| Arbeiderswoning van woningcoöperatie |          |                       | Ons Belang 3              | 52° 10' 33" NB, 5° 28' 2" OL  | 0267/WN008       | Arbeiderswoning van woningcoöperatie                                       |
| Arbeiderswoning van woningcoöperatie |          |                       | Ons Belang 4              | 52° 10' 33" NB, 5° 28' 3" OL  | 0267/WN009       | Arbeiderswoning van woningcoöperatie                                       |
| Arbeiderswoning van woningcoöperatie |          |                       | Ons Belang 5              | 52° 10' 35" NB, 5° 28' 2" OL  | 0267/WN010       | Arbeiderswoning van woningcoöperatie                                       |
| Arbeiderswoning van woningcoöperatie |          |                       | Ons Belang 6              | 52° 10' 34" NB, 5° 28' 3" OL  | 0267/WN011       | Arbeiderswoning van woningcoöperatie                                       |
| Vml. boerderij “het Nieuwe Huis”, voorste woonhuis, bakhuisje, 2 leilindes"                                                               |          |                       | Oosterdorpsstraat 5       | 52° 10' 34" NB, 5° 27' 29" OL | 0267/WN012       | Meer afbeeldingen                                                          |
| Vml. boerderij “het Nieuwe Huis”, achterste woonhuis                                                                                      |          |                       | Oosterdorpsstraat 7       | 52° 10' 34" NB, 5° 27' 29" OL | 0267/WN013       | Meer afbeeldingen                                                          |
| Schimmelpenninck v.d. Oye-school |          |                       | Oosterdorpsstraat 16      | 52° 10' 33" NB, 5° 27' 36" OL | 0267/WN014       | Schimmelpenninck v.d. Oye-school                                           |
| Vml. boerderij, koestal en hooiberg |          |                       | Oosterdorpsstraat 26      | 52° 10' 33" NB, 5° 27' 42" OL | 0267/WN015       | Meer afbeeldingen                                                          |
| Boerderij, leilindes | 1914     |                       | Oosterdorpsstraat 39      | 52° 10' 33" NB, 5° 27' 51" OL | 0267/WN016       | Boerderij, leilindes                                                       |
| Woonhuis “Huize Tromp” |          |                       | Oosterdorpsstraat 51      | 52° 10' 32" NB, 5° 27' 58" OL | 0267/WN017       | Woonhuis “Huize Tromp”                                                     |
| Vml. boerderij “De Nieuwe Hof”, bakhuisje, schaapskooi, hooiberg, open bouwwerk met duivenzolder, hekpijlers, houten pomp, sierbestrating | 1697     |                       | Oosterdorpsstraat 97      | 52° 10' 35" NB, 5° 28' 21" OL | 0267/WN018       | Meer afbeeldingen                                                          |
| Boerderij “Groot Plaggenhoef”, zomerhuis annex bakhuis, varkensschuur en schapenhok                                                       |          |                       | Oosterdorpsstraat 129     | 52° 10' 32" NB, 5° 28' 53" OL | 0267/WN019       | Meer afbeeldingen                                                          |
| Vml. boerderij “'t Zwaantje” |          |                       | Oosterdorpsstraat 139     | 52° 10' 30" NB, 5° 29' 3" OL  | 0267/WN020       | Vml. boerderij “'t Zwaantje”                                               |
| Woonhuis “De Booghof” | 1937     | M.C. van Lunteren     | Park Weldam 6             | 52° 10' 34" NB, 5° 27' 8" OL  | 0267/WN021       | Woonhuis “De Booghof”                                                      |
| Woonhuis | 1936     | M.C. van Lunteren     | Park Weldam 7             | 52° 10' 32" NB, 5° 27' 6" OL  | 0267/WN022       | Woonhuis                                                                   |
| Villa | 1935     |                       | Stoutenburgerlaan 20      | 52° 10' 26" NB, 5° 27' 27" OL | 0267/WN023       | Villa                                                                      |
| Woning, ensemble met van Aalstplein nrs. 3 en 5                                                                                           | 1955     | H.A. en J.G. Pothoven | van Aalstplein 1          | 52° 10' 32" NB, 5° 27' 30" OL | 0267/WN024       | Woning, ensemble met van Aalstplein nrs. 3 en 5                            |
| Vml. politiebureau en postkantoor, ensemble met van Aalstplein nrs. 1 en 5                                                                | 1955     | H.A. en J.G. Pothoven | van Aalstplein 3          | 52° 10' 32" NB, 5° 27' 30" OL | 0267/WN025       | Vml. politiebureau en postkantoor, ensemble met van Aalstplein nrs. 1 en 5 |
| Woning, ensemble met van Aalstplein nrs. 1 en 3                                                                                           | 1955     | H.A. en J.G. Pothoven | van Aalstplein 5          | 52° 10' 31" NB, 5° 27' 30" OL | 0267/WN026       | Woning, ensemble met van Aalstplein nrs. 1 en 3                            |
| Vml. Bodewoning | 1954     | H.A. en J.G. Pothoven | van Aalstplein 7          | 52° 10' 30" NB, 5° 27' 29" OL | 0267/WN027       | Vml. Bodewoning                                                            |
| Gedeelte van vml. Gemeentehuis | 1954     | H.A. en J.G. Pothoven | van Aalstplein 9          | 52° 10' 30" NB, 5° 27' 29" OL | 0267/WN028       | Gedeelte van vml. Gemeentehuis                                             |
| Gedeelte van vml. Gemeentehuis | 1954     | H.A. en J.G. Pothoven | van Aalstplein 11         | 52° 10' 30" NB, 5° 27' 29" OL | 0267/WN029       | Gedeelte van vml. Gemeentehuis                                             |
| Gedeelte van vml. Gemeentehuis | 1954     | H.A. en J.G. Pothoven | van Aalstplein 13         | 52° 10' 30" NB, 5° 27' 29" OL | 0267/WN030       | Gedeelte van vml. Gemeentehuis                                             |
| Vml. boerderij en schuur | 1918     |                       | Weldammerlaan 2           | 52° 10' 38" NB, 5° 27' 6" OL  | 0267/WN031       | Vml. boerderij en schuur                                                   |
| Bunker |          |                       | Weldammerlaan 9           | 52° 11' 35" NB, 5° 26' 53" OL | 0267/WN032       | Meer afbeeldingen                                                          |
| Vml. boerderij “Hoeve Weldam”, twee hooibergen en tuinmuurtje                                                                             | 1901     |                       | Westerdorpsstraat 52      | 52° 10' 30" NB, 5° 27' 0" OL  | 0267/WN033       | Vml. boerderij “Hoeve Weldam”, twee hooibergen en tuinmuurtje              |
| Helft van een dubbele villa | 1920     |                       | Westerdorpsstraat 55      | 52° 10' 29" NB, 5° 27' 9" OL  | 0267/WN034       | Helft van een dubbele villa                                                |
| Horecacomplex, vroeger boerderij “de Bakkerij”                                                                                            |          |                       | Westerdorpsstraat 56      | 52° 10' 29" NB, 5° 26' 54" OL | 0267/WN035       | Horecacomplex, vroeger boerderij “de Bakkerij”                             |
| Helft van een dubbele villa | 1920     |                       | Westerdorpsstraat 57      | 52° 10' 29" NB, 5° 27' 9" OL  | 0267/WN036       | Helft van een dubbele villa                                                |
| Pastorie van de Ned. Herv. Gemeente, verbouwing van pastorie uit 1776                                                                     | 1911     |                       | Westerdorpsstraat 65      | 52° 10' 27" NB, 5° 26' 56" OL | 0267/WN037       | Meer afbeeldingen                                                          |
| Kerkgebouw van de Ned. Herv. Kerk |          |                       | Westerdorpsstraat 67      | 52° 10' 27" NB, 5° 26' 55" OL | 0267/WN038       | Meer afbeeldingen                                                          |
| Rij van drie woonhuizen met nr. 71 en 73                                                                                                  |          |                       | Westerdorpsstraat 69      | 52° 10' 27" NB, 5° 26' 54" OL | 0267/WN039       | Rij van drie woonhuizen met nr. 71 en 73                                   |
| Rij van drie woonhuizen met nr. 69 en 73                                                                                                  |          |                       | Westerdorpsstraat 71      | 52° 10' 27" NB, 5° 26' 54" OL | 0267/WN040       | Rij van drie woonhuizen met nr. 69 en 73                                   |
| Rij van drie woonhuizen met nr. 69 en 71                                                                                                  |          |                       | Westerdorpsstraat 73      | 52° 10' 27" NB, 5° 26' 53" OL | 0267/WN041       | Rij van drie woonhuizen met nr. 69 en 71                                   |
| Houten smederij, stenen bakhuisje en schuur, onder 1 zadeldak                                                                             |          |                       | Westerdorpsstraat 73a / b | 52° 10' 27" NB, 5° 26' 53" OL | 0267/WN042       | Houten smederij, stenen bakhuisje en schuur, onder 1 zadeldak              |

## Nijkerk
De plaats Nijkerk kent 131 gemeentelijke monumenten. Zie de Lijst van gemeentelijke monumenten in Nijkerk (plaats).

## Nijkerkerveen
De plaats Nijkerkerveen kent 5 gemeentelijke monumenten:
| Object                                                             | Bouwjaar | Architect   | Locatie                | Coördinaten                   | Nr.        | Afbeelding                                                         |
| ------------------------------------------------------------------ | -------- | ----------- | ---------------------- | ----------------------------- | ---------- | ------------------------------------------------------------------ |
| Een van de woningen van sociaal woningbouwcomplex                  |          |             | Koolhaaspark 28        | 52° 12' 1" NB, 5° 27' 21" OL  | 0267/WN174 | Een van de woningen van sociaal woningbouwcomplex                  |
| Vrijstaande pastorie                                               | 1908     |             | Nieuwe Kerkstraat 64   | 52° 11' 41" NB, 5° 27' 58" OL | 0267/WN175 | Vrijstaande pastorie                                               |
| Hervormde Kerk                                                     | 1908     | J. Pothoven | Nieuwe Kerkstraat 75   | 52° 11' 41" NB, 5° 27' 56" OL | 0267/WN176 | Hervormde Kerk                                                     |
| Vml. boswachtersresidentie met het karakter van een klein landhuis | 1941     |             | Schoolstraat 90        | 52° 11' 33" NB, 5° 29' 27" OL | 0267/WN177 | Vml. boswachtersresidentie met het karakter van een klein landhuis |
| Woonboerderij met hooiberg en wagenschuur                          |          |             | Van Dijkhuizenstraat 4 | 52° 12' 20" NB, 5° 28' 8" OL  | 0267/WN178 | Woonboerderij met hooiberg en wagenschuur                          |

Aalten · 
Apeldoorn · 
Arnhem · 
Barneveld · 
Berkelland · 
Beuningen · 
Bronckhorst · 
Brummen · 
Buren · 
Culemborg · 
Doesburg · 
Doetinchem · 
Druten · 
Duiven · 
Ede · 
Elburg · 
Epe · 
Ermelo · 
Groesbeek · 
Harderwijk · 
Hattem · 
Heerde · 
Heumen · 
Lingewaard · 
Lochem · 
Maasdriel · 
Montferland · 
Neder-Betuwe · 
Nijkerk · 
Nijmegen · 
Nunspeet · 
Oldebroek · 
Oost Gelre · 
Oude IJsselstreek · 
Overbetuwe · 
Putten · 
Renkum · 
Rheden · 
Rozendaal · 
Scherpenzeel · 
Tiel · 
Ubbergen · 
Voorst · 
Wageningen · 
West Betuwe · 
West Maas en Waal · 
Westervoort · 
Wijchen · 
Winterswijk · 
Zaltbommel · 
Zevenaar · 
Zutphen